# Strausberg
Strausberg è una città di 27 780 abitanti del Brandeburgo, in Germania.
È il centro maggiore, ma non il capoluogo, del circondario del Märkisch-Oderland, ed è un centro di livello intermedio della regione metropolitana Berlino/Brandeburgo.
Strausberg possiede lo status di "Media città di circondario" (Mittlere kreisangehörige Stadt).

## Geografia fisica
Strausberg si trova a quasi 30 km ad est di Berlino e a 30 km ad ovest dalla frontiera polacca fra Küstrin-Kietz e Kostrzyn nad Odrą.
La città si estende prevalentemente in direzione nord-sud, per una distanza di 7 km, lungo il tracciato della S-Bahn e costeggiando il lago Straussee.

## Storia
Strausberg venne fondata attorno al 1240 e nel 1333 venne costruito il suo primo municipio. Attorno al suo centro storico (Altstadt), conserva delle mura fortificate che ne percorrono il perimetro.
Nel 1806, un battaglione locale (Strausberger Bataillon) fu impegnato nell'ambito delle "guerre napoleoniche", per difendere la Prussia (membro della Quarta coalizione) contro il Primo Impero francese di Napoleone Bonaparte.
Fino al 1993 è stata capoluogo del circondario (Landkreis) omonimo (targa SRB), poi confluito assieme ai circondari di Bad Freienwalde e Seelow nel Märkisch-Oderland.
Il 20 settembre 1993 venne annesso alla città di Strausberg il comune di Hohenstein.

## Società

### Evoluzione demografica
La popolazione di Strausberg, dopo un progressivo incremento nei precedenti decenni del XX secolo, si è mantenuta piuttosto stabile nell'ultimo di essi.
- Sviluppo della popolazione dal 1875 entro gli attuali confini (linea blu: popolazione; linea puntata: confronto dello sviluppo della popolazione dello stato del Brandenburgo; sfondo grigio: ai tempi del governo nazista; sfondo rosso: al tempo del governo comunista).
- Sviluppo recente della popolazione (linea blu) e previsioni.

| Anno | Abitanti |
| ---- | -------- |
| 1875 | 5 880    |
| 1890 | 7 042    |
| 1910 | 8 568    |
| 1925 | 9 686    |
| 1939 | 12 140   |
| 1946 | 10 154   |
| 1950 | 11 040   |
| 1964 | 18 168   |

| Anno | Abitanti |
| ---- | -------- |
| 1971 | 19 905   |
| 1981 | 24 917   |
| 1985 | 27 531   |
| 1990 | 28 977   |
| 1995 | 27 312   |
| 2000 | 26 221   |
| 2005 | 26 533   |
| 2010 | 26 206   |

| Anno | Abitanti |
| ---- | -------- |
| 2015 | 26 213   |
| 2016 | 26 387   |
| 2017 | 26 522   |
| 2018 | 26 587   |
| 2019 | 26 853   |
| 2020 | 26 939   |

Fonti dei dati sono nel dettaglio nelle Wikimedia Commons..

## Cultura

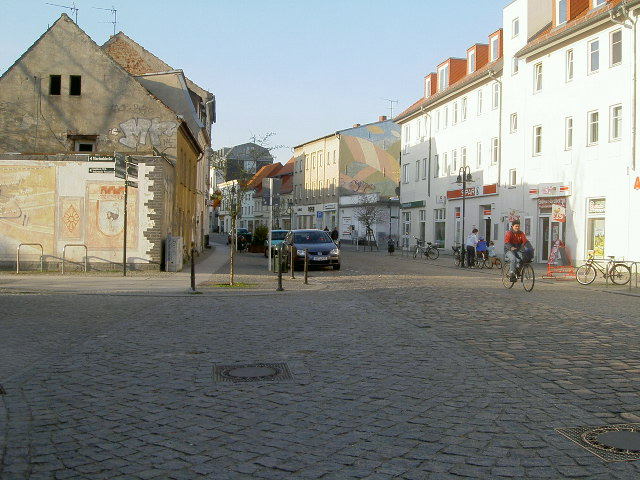
Ingresso all'Altstadt

Strausberg conta un parco tematico culturale con presenza di sculture d'arte moderna, sulle rive del lago, chiamato Kulturpark, un tempo capolinea della linea tramviaria.

## Economia
Strausberg è tradizionalmente una città dedita all'artigianato, e sul suo territorio conta circa 300 piccole e medie imprese che occupano 1 650 persone. Le più grandi industrie presenti nel comune riguardano i metalli ed i materiali elettrici ma la maggiore fonte occupazionale è garantita dalla presenza del locale stanziamento della Bundeswehr, con circa 3 000 impiegati. Altra fonte economica, dovuta in buona parte alla vicinanza con Berlino, è quella turistica, che ha avuto un incremento maggiore negli anni successivi alla riunificazione tedesca del 1990.

### Informazioni generali
Strausberg è conosciuta come "Die grüne Stadt am See" (la verde città sul lago), ed è circondata da foreste. È inoltre un centro balneare piuttosto frequentato, per via dello Straussee. Il lago ne costeggia la parte occidentale e divide il centro dalla foresta Strausberger Wald. Un traghetto, chiamato Steffi, collega le due rive. Strausberg è quindi un centro turistico piuttosto rinomato, apprezzato particolarmente dai berlinesi.
Tra le sue attrazioni sono da notare anche l'Altstadt (ben conservata entro le mura), la foresta orientale al lato del lago Herrensee e, superata la Strausberger Wald, lo Spitzmühle, piccola frazione fra i laghi Bötzsee e Fängersee. Altro lago presente, nel lato orientale della città (nei pressi di Hegermühle), è l'Herrensee, ai confini con il comune di Rehfelde.

### Galleria d'immagini

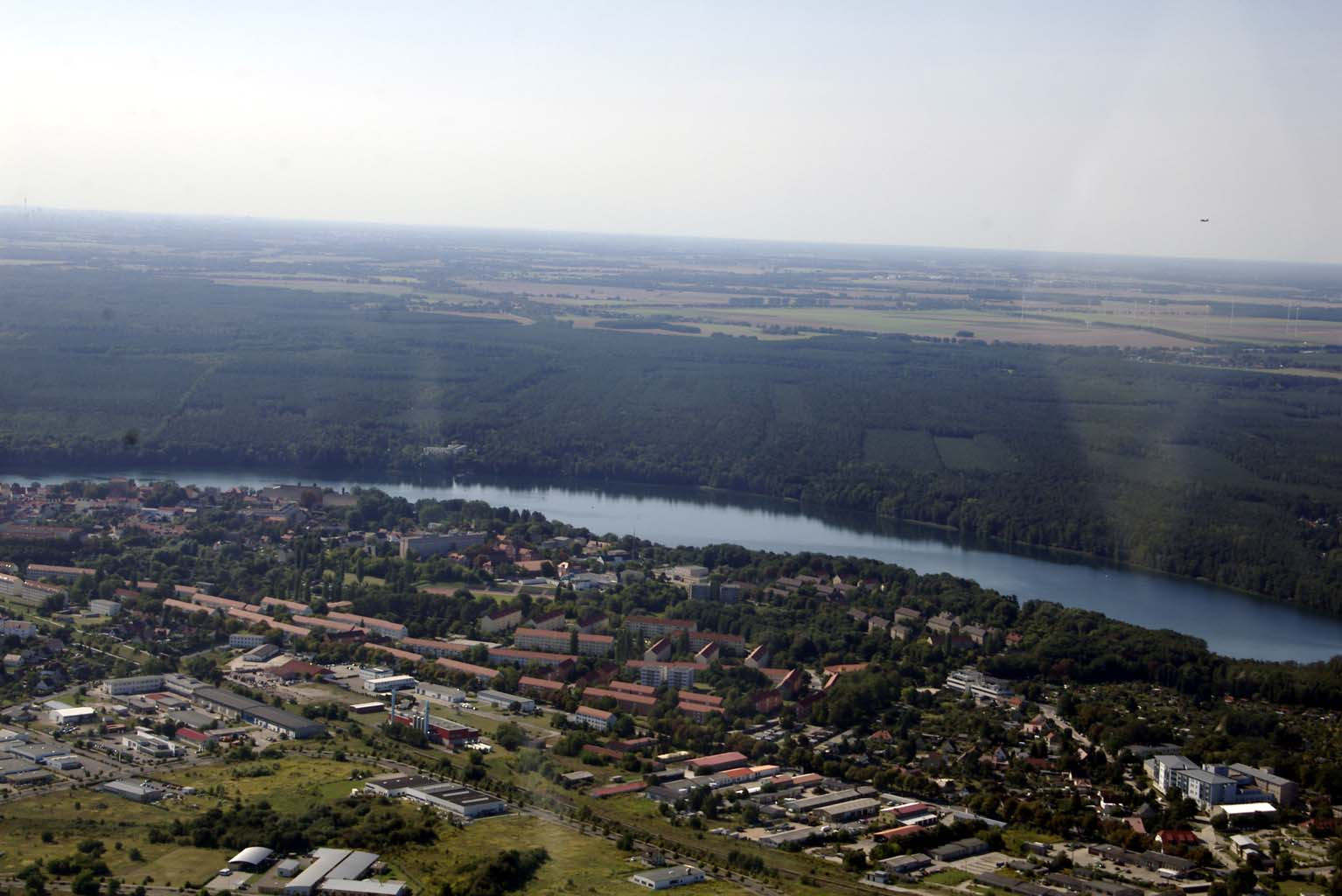
Foto aerea di Strausberg
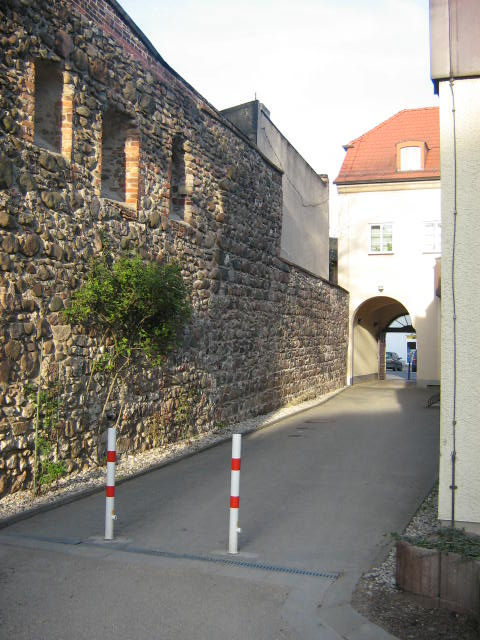
Antiche mura cittadine
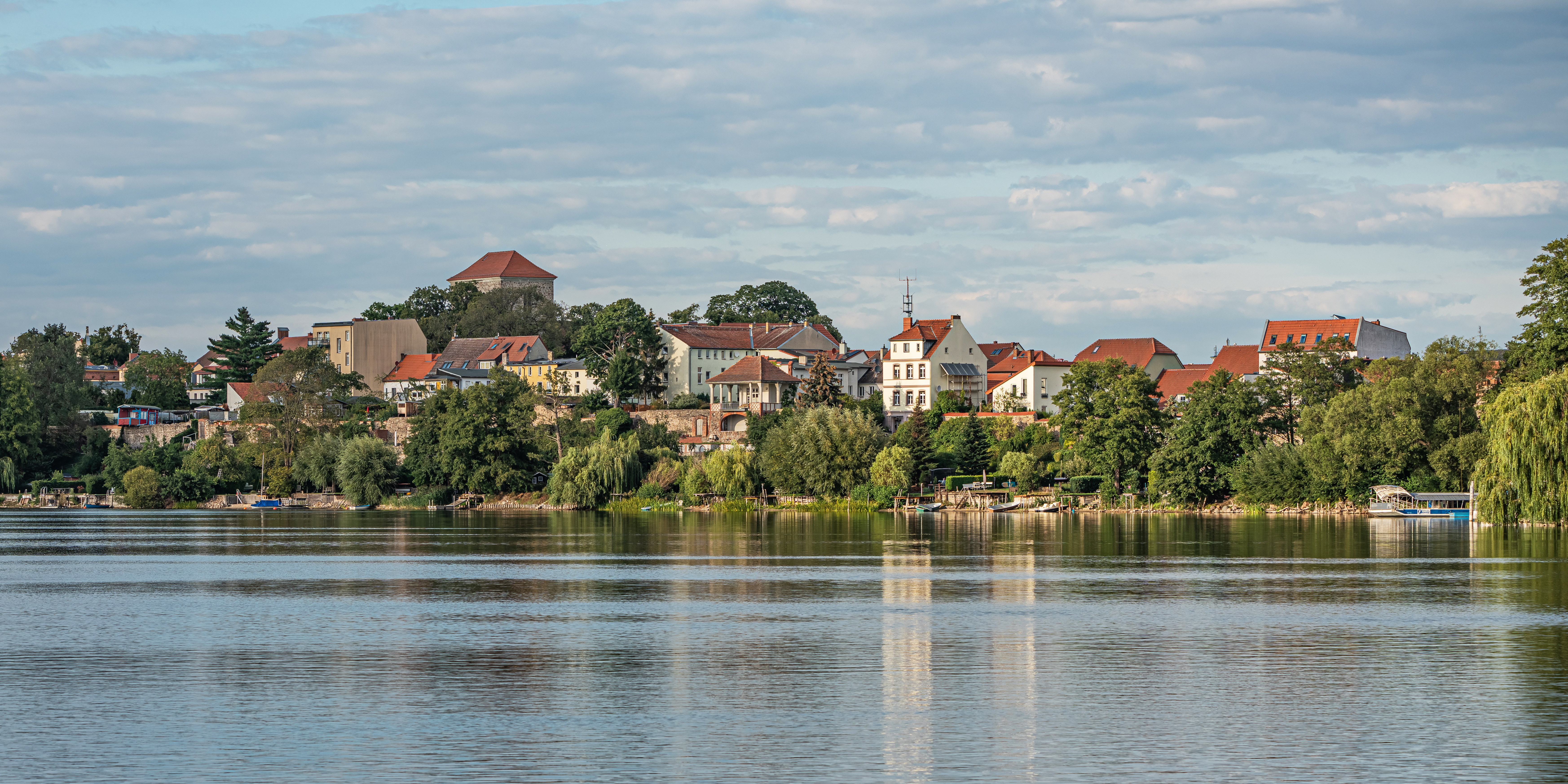
Strausberg ed il lago Straussee
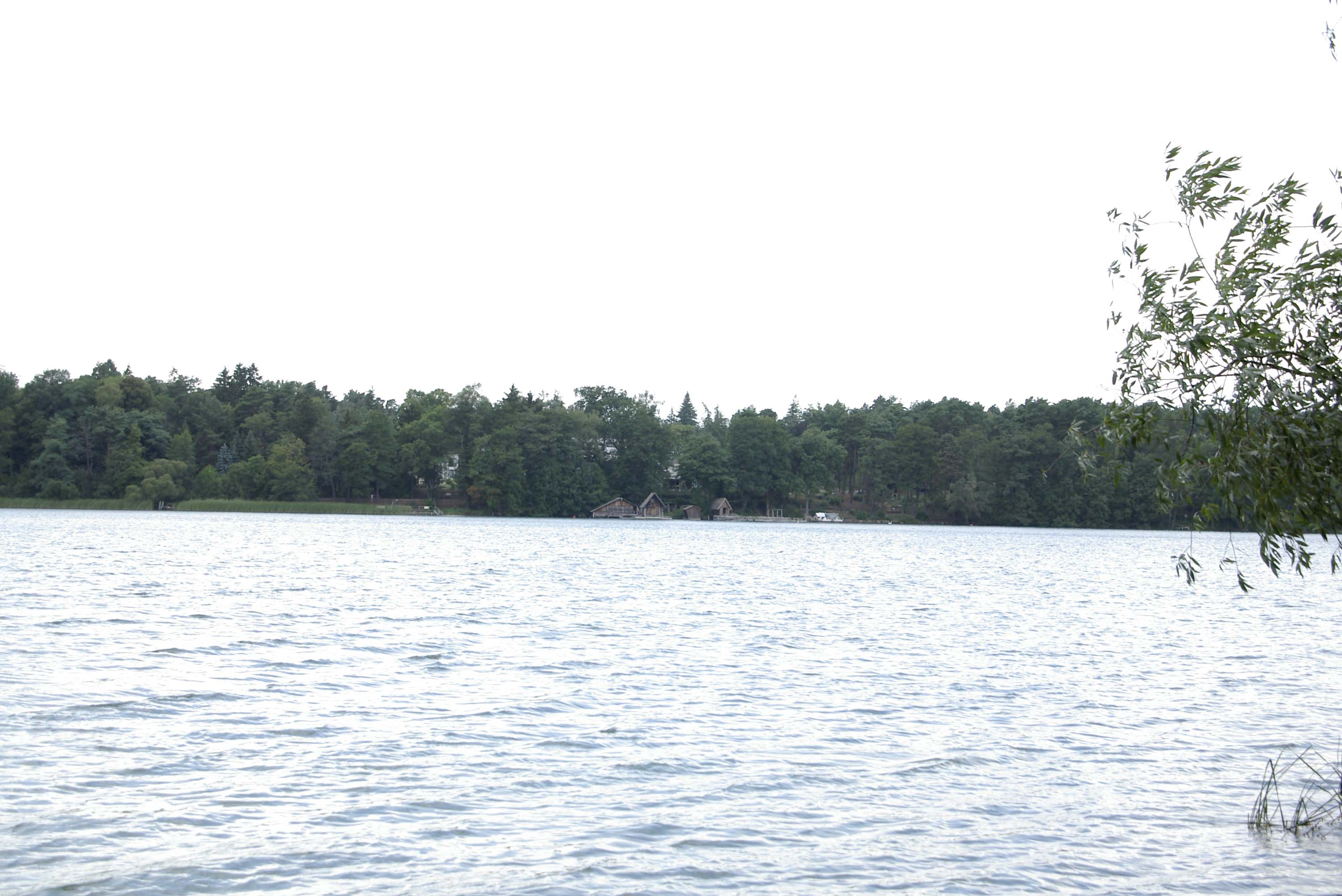
Strausberger Wald ed il lago Straussee

## Geografia antropica

### Suddivisioni amministrative
Strausberg è divisa in 4 zone (Ortsteil), corrispondenti all'area urbana e a 3 frazioni:
- Strausberg (area urbana)
- Gladowshöhe (217 abitanti[8])
- Hohenstein (233 abitanti[8])
- Ruhlsdorf (44 abitanti[8])

L'area urbana è a sua volta suddivisa in 9 quartieri (Gebiet):
| - Fasanenpark - Gartenstadt - Hegermühle - Neue Mühle - Postbruch | Schillerhöhe Strausberg Nord Strausberg Stadt Vorstadt |

## Infrastrutture e trasporti

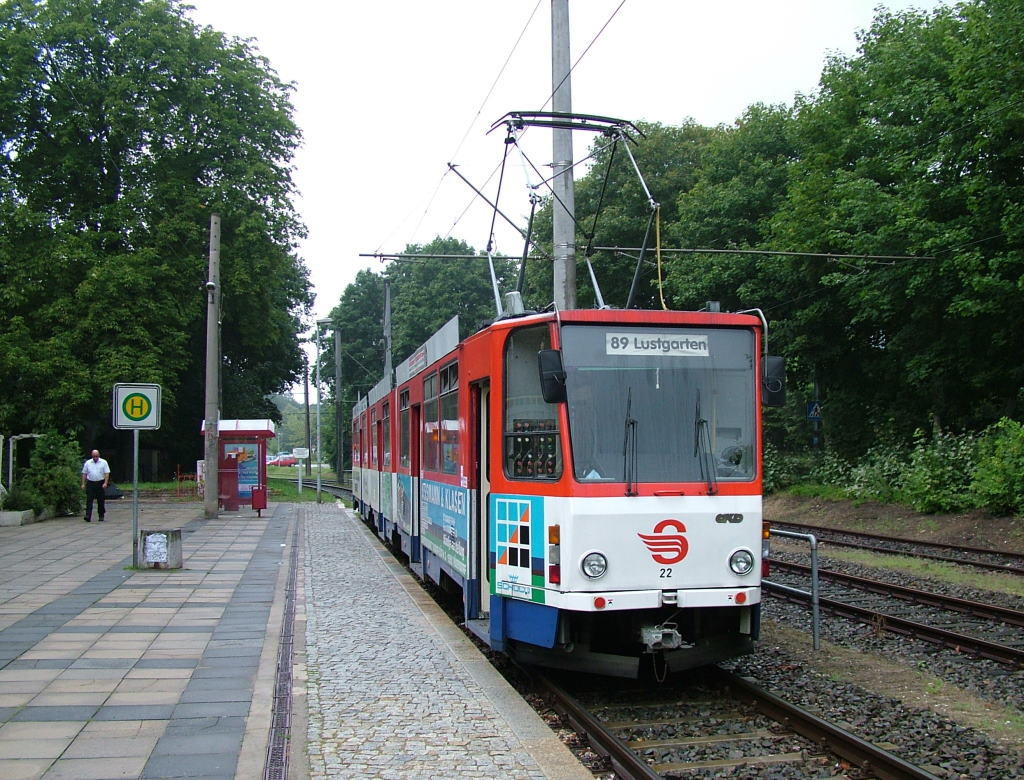
Tram 22 al capolinea meridionale "Vorstadt"

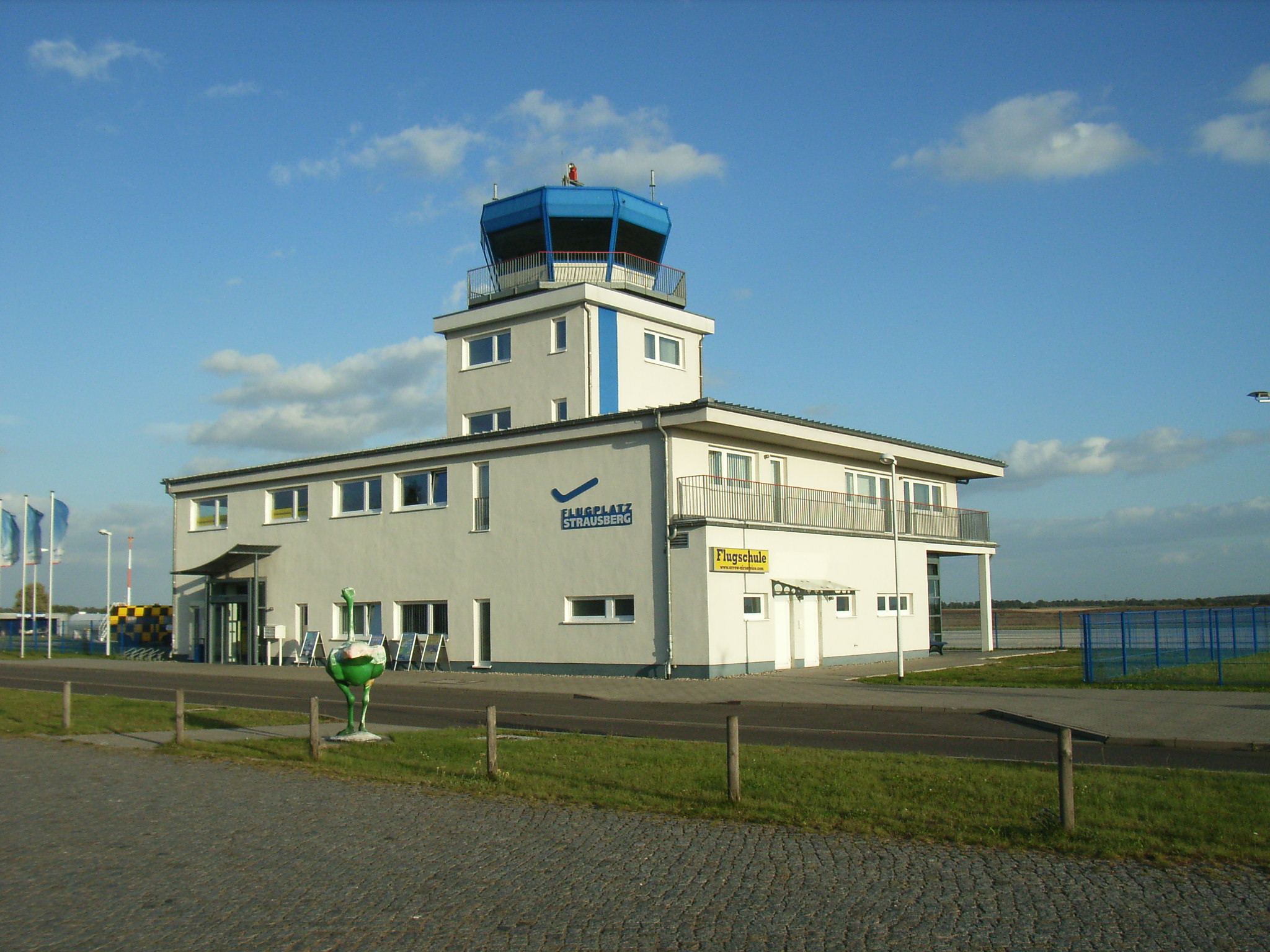
Aerodromo di Strausberg

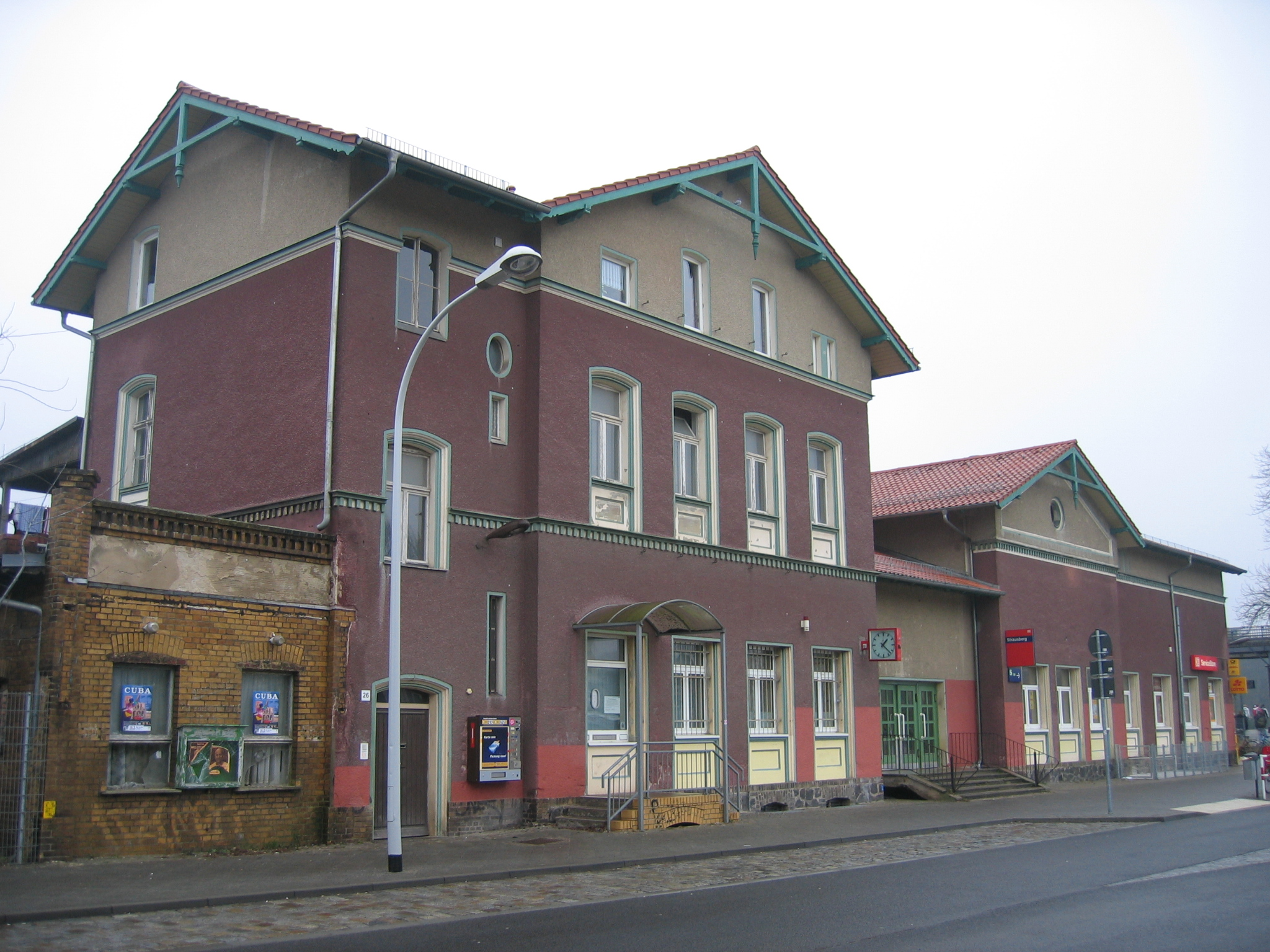
La principale stazione ferroviaria

A sud della città, nel quartiere Vorstadt, sorge la stazione ferroviaria, sita sulla linea Berlino - Kostrzyn. Da questa stazione parte una diramazione, percorsa dalla linea S5 della S-Bahn di Berlino, che tocca le fermate (Strausberg) Hegermühle, Strausberg Stadt e Strausberg Nord. Il percorso coperto dalla S5 è Spandau-Strausberg Nord.
Dalla stazione parte anche la tranvia di Strausberg, parallela alla S-Bahn ma sita più ad ovest. Questa linea tocca le fermate di Landhausstraße, Schlagmühle, Stadtwald, Hegermühle, Wolfstal, Käthe-Kollwitz-Straße ed Elisabethstraße, per attestarsi al Lustgarten, presso il centro storico.
La cittadina conta anche un piccolo aerodromo situato nella periferia orientale ("Flugplatz Strausberg", ICAO: EDAY), a circa 2 km dal centro storico, aperto nel 1927 e costituito da una pista delle dimensioni di 1200 m × 28 m. Dal 1992 è stato adibito anche ai trasporti civili e dal 1999 vi sono state impiantate nuove infrastrutture.
A livello stradale le arterie principali che attraversano il centro abitato sono le strade L23, L33 ed L34, mentre a pochi chilometri a sud del comune si trova la strada statale B1. Lo svincolo autostradale più vicino, a circa 6 km e nei pressi di Altlandsberg, si trova sulla A10, ed è nominato "Berlin-Marzahn".

## Sport
La squadra calcistica cittadina è l'FC Strausberg, militante nella Verbandsliga (del Brandeburgo), corrispondente alla sesta serie del calcio tedesco. Lo stemma è composto da 2 bande verticali, una celeste ed una bianca, ed il simbolo è uno struzzo (stemma comunale) che calcia un pallone.

## Amministrazione

### Gemellaggi
Strausberg è gemellata con:
- Dębno, dal 1978
- Frankenthal (Pfalz), dal 1990
- Terezín, dal 1998